# Tetracera xui
Tetracera xui är en tvåhjärtbladig växtart som beskrevs av Hua Zhu och H. Wang. Tetracera xui ingår i släktet Tetracera och familjen Dilleniaceae. Inga underarter finns listade i Catalogue of Life.